# 明阳郡
明阳郡，中国隋朝时设置的郡。
大业七年（611年），设立明阳郡，治所在明阳县（今贵州省德江县西），下辖七县：明阳县、绥阳县（今凤冈县）、都上县、宁夷县、高富县、义泉县（今湄潭县）。唐朝武德元年（618年），恢复州制，改明阳郡为夷州，包括今贵州省凤冈县、湄潭县、绥阳县、石阡县、江口县。